# Darraðarljóð

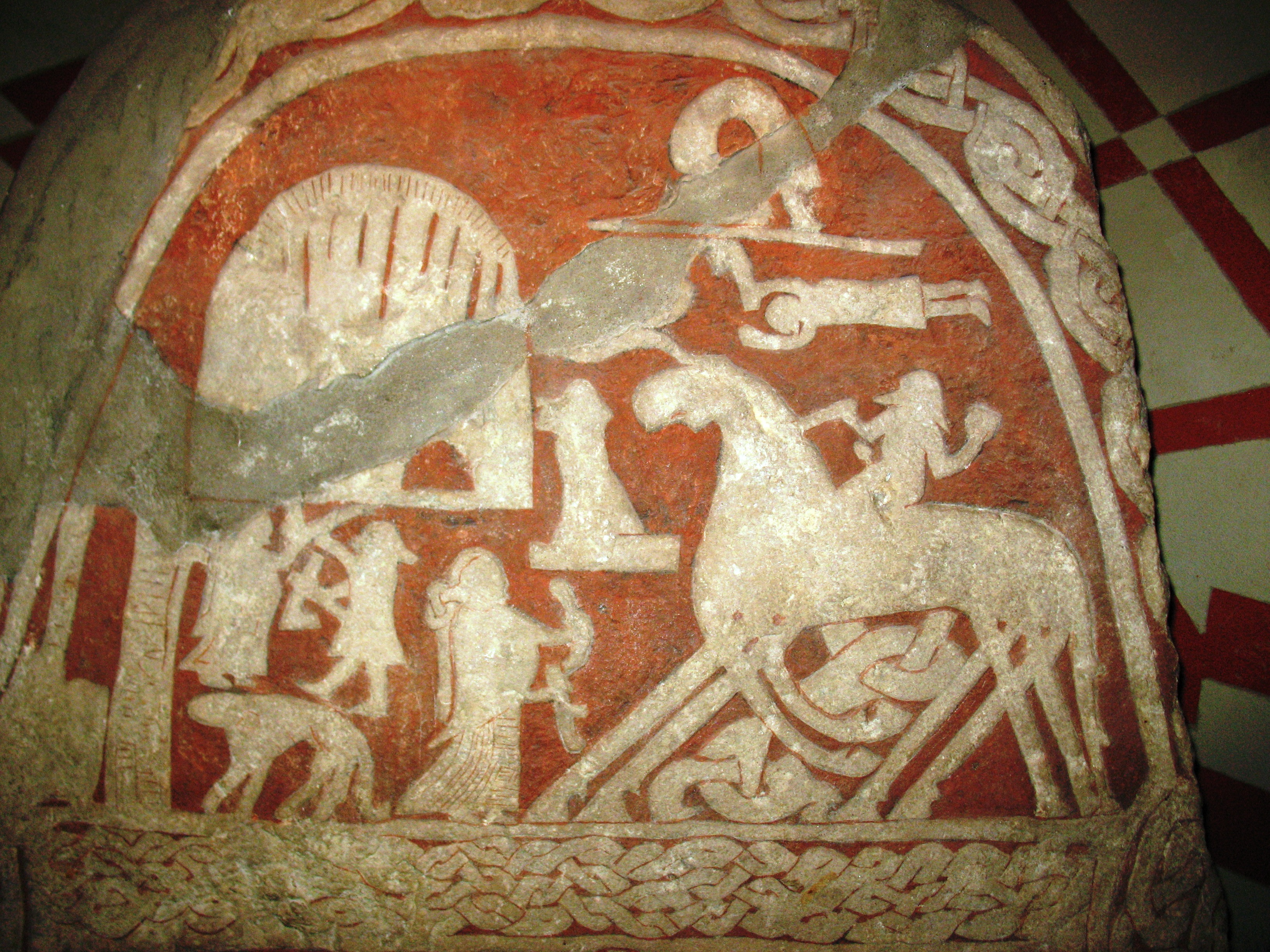
Darstellung einer als Walküre gedeuteten Figur (unten mittig) auf dem gotländischen Bildstein von Tjängvide, Alskog (Go 110)

Die Darraðarljóð (Dörruðs Lied), oder auch als Walkürenlied betitelt, ist eine altnordische anonyme skaldische Lieddichtung des 11. Jahrhunderts. Sie ist eingebettet im Prosatext und Rahmenhandlung des Kapitels 157 der Njáls saga, einer Isländersaga, vor dem erzählerischen Hintergrund der Schlacht von Clontarf am Karfreitag des Jahres 1014 n. Chr.
Das elf Strophen umfassende Lied im eddischen Versmaß Fornyrðislag schildert in Form eines Preislieds den Sieg eines unbenannten (jungen) Königs, der als Fürstensohn und Jarl bezeichnet wird, über einen anderen „mächtigen“ König, in dem letztlich beide im Kampf sterben. Lied und Prosarahmen harmonieren nicht und weichen in der Darstellung voneinander ab. Mittelpunkt der Handlung ist die Schilderung der Einflussnahme auf den Verlauf der kriegerischen Auseinandersetzung durch eine Gruppe von Walküren, den mythische Wesen der germanischen Mythologie.
Die heutigen gebräuchlichen Titel sind neuzeitlicher Herkunft und beruhen unter anderem auf der Phrase der Strophe 6: Vindum vindum vef darradar, zu deutsch Wir winden und winden das Schlachtgewebe.

## Inhalt

### Rahmenhandlung
Im dramatisch verlaufenden Erzählstrang der Njála, mit der Zuspitzung des gewaltsamen Todes des namengebenden Protagonisten Njáll (Mordbrand Kap. 129), wird die folgende Rache der Söhne Njálls und besonders durch die Figur des Schwiegersohns Karí beschrieben. Die Verfolgung der Schächer führt Karí bis zur britischen Insel, da der Hauptverantwortliche Flosi und Mittäter währenddessen beim Jarl Sigurð Hlǫðvesson von Orkney Unterschlupf als Gefolgsmann fand (Kap. 153). Dieser zieht verbunden mit dem Jarl Sigtryggr Silkískegg von Dublin gegen den irischen König Brjann/Brian in die Schlacht, in der etliche der Täter fallen; Flosi entgeht der Schlacht auf vorheriges Geheiß Sigurðs nicht als Kämpfer teilzunehmen.
Am Tag der Schlacht bei Clontarf ereignen sich an den verschiedensten Orten auf den Britischen Inseln und auf den Färöern und den Orkaden übernatürliche Zeichen. Von einem dieser Zeichen, einer schaurigen Spukerscheinung, wird ein Mann mit Namen Dǫrruðr in der schottischen Region Caithness Zeuge. Dǫrruð beobachtete, wie zwölf Frauen (menn = Personen), die sich im Verlauf als Walküren herausstellen, zu einem Haus reiten. Wissbegierig folgt er ihnen und beobachtet sie heimlich durch ein Fenster und wird Zeuge einer schaurigen Szene. Die zwölf Frauen/Walküren wirken an einem durch sie errichteten Webstuhl, bestehend aus menschlichen Körperteilen wie Därmen als Kett- und Schussfaden, Schädeln als Gewichte und aus Waffen wie Speeren als Querstangen und Pfeilen als Schiffchen (Prosarahmen und Strophe 2). Dieser Kontext ist die Rahmenhandlung für die Einbettung des im Anschluss folgenden Darraðarljóð. Nach erfolgter Arbeit, hier setzt der Prosatext wieder ein, zerreißen die Walküren das so entstandene „Gewebe“ und verlassen den Ort getrennt in die entgegengesetzten Nord- und Südrichtungen.